# Enulius
Enulius är ett släkte av ormar som ingår i familjen snokar. Släktet tillhör underfamiljen Dipsadinae som ibland listas som familj.
Arterna är med en längd mindre än 75 cm små och smala ormar. De förekommer i Centralamerika och norra Sydamerika. Individerna vistas på marken i torra eller fuktiga skogar. De gräver ofta i lövskiktet eller i det översta jordlagret. Som föda antas ryggradslösa djur men uppgiften behöver bekräftelse. Fortplantningssättet är inte känt.
Arter enligt Catalogue of Life och The Reptile Database:
- Enulius bifoveatus
- Enulius flavitorques
- Enulius oligostichus
- Enulius roatanensis